# Matteo Sartori
Matteo Sartori (Fondi, 21 gennaio 2002) è un canottiere italiano.

## Biografia
È figlio del canottiere Alessio Sartori.
Entrato nella squadra senior dopo il titolo di campione del mondo ai mondiali U23 di Varese 2022,è stato convocato per gli europei di Monaco di Baviera 2022 dove ha gareggiato nel singolo, concludendo 11º.
Dal 2023 gareggia nel 2 di coppia con Luca Rambaldi.
Ai mondiali di Račice 2022 si è piazzato 20º e ai successivi mondiali di qualifica svoltasi a Belgrado 2023 si è piazzato 4º qualificando l’imbarcazione per le Olimpiadi di Parigi 2024. 
Agli europei di Bled 2023 ha ottenuto l'argento. Agli Europei di Seghedino 2024 ha guadagnato il 4º posto. 
Ha rappresentato l'Italia ai Giochi olimpici estivi di Parigi 2024 nel due di coppia, dove è stato eliminato nei ripescaggi.